# Arjungi, Afzalpur
Arjungi là một làng thuộc tehsil Afzalpur, huyện Gulbarga, bang Karnataka, Ấn Độ.